# Christos Ardizoglou
Christos Ardizoglou (25 de março de 1953) é um ex-futebolista profissional grego que atuava como meia.

## Carreira
Christos Ardizoglou defendeu a Seleção Grega de Futebol, na histórica presença na Euro 1980.

## Ligações Externas
- Perfil em Fifa.com (em inglês)